# Мастюлёва, Нина Митрофановна
Нина Митрофановна Мастюлёва, в девичестве — Андреева (23 февраля 1922 года, Великая Виска — 14 декабря 2010 года, Великая Виска) — звеньевая колхоза имени Кагановича Больше-Висковского района Кировоградской области, Украинская ССР. Герой Социалистического Труда (1948).
Родилась в 1922 году в крестьянской семье в селе Великая Виска. Трудилась рядовой колхозницей, звеньевой полеводческого звена в колхозе имени Кагановича Больше-Висковского района Кировоградской области.
В 1947 году звено Нины Андреевой собрало в среднем по 46,5 центнеров пшеницы с каждого гектара на участке площадью 10 гектаров. Указом Президиума Верховного Совета СССР от 25 сентября 1948 года «за получение высоких урожаев пшеницы при выполнении колхозом обязательных поставок и натуроплаты за работу МТС в 1947 году и обеспеченности семенами зерновых культур для весеннего сева 1948 года» удостоена звания Героя Социалистического Труда с вручением ордена Ленина и золотой медали «Серп и Молот».
После выхода на пенсию проживала в селе Великая Виска, где скончалась в 2010 году. Похоронена на сельском кладбище в этом же селе.